# シンクロ (little by littleの曲)
「シンクロ」は、日本の音楽ユニット・little by littleの4作目のシングル。

## 概要
- 前作「雨上がりの急な坂道」から約8ヶ月ぶりのシングル。
- 前3作まではレーベルゲートCD2で発売されていたが、今作からは一般のCD-DAのみで発売された。
- 表題曲は関めぐみ主演の映画『恋は五・七・五!』の主題歌に起用され、初の映画タイアップを担当した。また、コナカグループの『フィットハウス』のCMソングにも起用され、初のダブルタイアップ楽曲となった。

## 収録曲
1. シンクロ
作詞・作曲：tetsuhiko
編曲：tasuku
2. 名前のない今日
作詞・作曲：tetsuhiko
編曲：カンセイ・ミヤジ、tetsuhiko
3. シンクロ -Instrumental-
作曲：tetsuhiko
編曲：tasuku
表題曲のインストゥルメンタル。

## 参加ミュージシャン
little by little
- hideco：Vocals (#1,2)
- tetsuhiko：Chorus (#1)

Additional Musician
- 名越由貴夫：Guitar (#1,3)
- 種子田健：Bass (#1,3)
- 野崎真助：Drums (#1,3)

## タイアップ
- シネカノン配給系映画『恋は五・七・五!』主題歌 (#1)
- コナカ『フィットハウス』CMソング (#1)

## 収録アルバム
- Sweet Noodle Pop (#1)